# Fècula
La fècula és un tipus de midó que es troba en forma de grànuls en tubercles, rizomes i arrels en determinades plantes com són la patata, la mandioca, el sagú (palmera d'Indonèsia) i altres.
Es reserva la paraula midó per al producte extret dels cereals i el de fècula pel provinents de tubercles rizomes o arrels però químicament es tracta del mateix producte, un polisacàrid
La fècula es fa servir per a fabricar productes alimentaris, de dextrina, fècula soluble i per obtenir glucosa i alcohol etílic. Altres usos compartits amb el midó són el de fer-ne adhesius.
La fècula s'emmagatzema en les cèl·lules vegetals.

## Obtenció de la fècula
L'extracció del midó o fècula es fa en un procés que comprèn:
- Molturació de les parts subterrànies de les espècies vegetals que contenen un 81-85% de midó.
- Ratllada
- Rentada
- Decantació
- Filtrament de l'emulsió lletosa
- Assecament
- Polvorització
- Tamisatge